# Dark cabaret

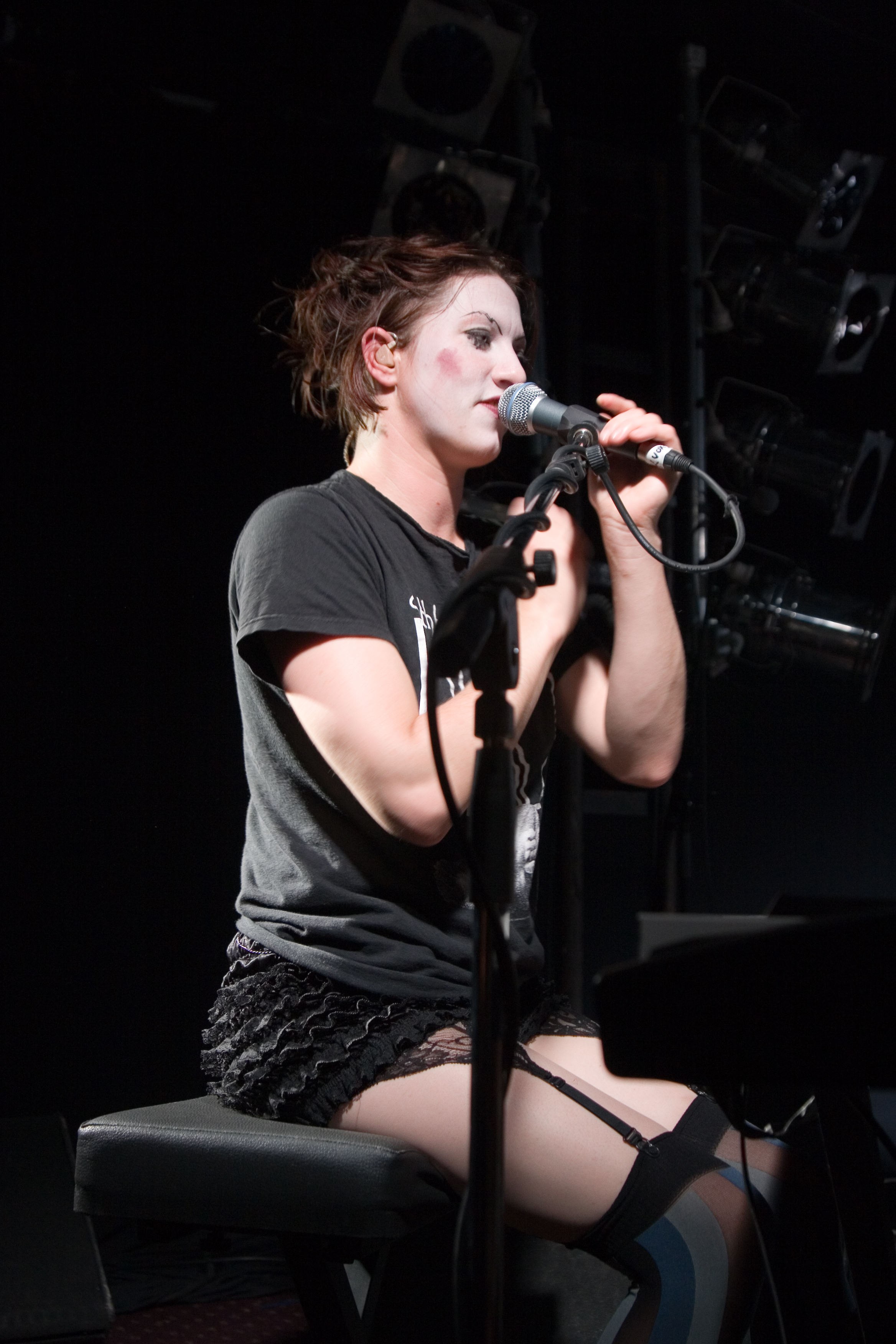
Amanda Palmer se apresentando na Nova Zelândia no Kings Arms Tavern

Dark cabaret pode ser uma simples descrição do tema e do humor de uma performance de um cabaré, porém mais recentemente tem vindo a se definir como um estilo e gênero musical que se inspira na estética decadente dos cabarés risqué alemães da era Weimar, burlesco e vaudeville em seus shows com o estilo gótico. O termo foi usado pela primeira vez em meados dos anos 90 por Sam Rosenthal no projeto: "Darkwave Mail-Order Catalog", em uma descrição do Rozz Williams / Gitane Demone CD - intitulado: Dream Home Heartache.
Dark Cabaret é uma concepção de música com influências do cabaret germânico, do burlesque, de vaudeville, do punk e de outros estilos relacionados.
O termo "Dark Cabaret" é aplicado para um grande número de bandas que também podem cair em gêneros como Punk Cabaret, Punk Opera, Neo-Burlesque, Vaudeville, Neo-Folk, Apocalyptic Folk, Psych Folk, entre outros. As mudanças e misturas desse gênero podem tornar difícil a tarefa de definir o gênero das bandas influenciadas pelo Dark Cabaret.
O Dark Cabaret é caracteristicamente dirigido por piano e por intensos vocais femininos ou masculinos influenciados pelo estilo de Kurt Weill, Marlene Dietrich, Alexander Vertinsky, Cole Porter, Danny Elfman, Nina Hagen, PJ Harvey, Tom Waits, Tom Lehrer, Nick Cave, e até mesmo de Roxy Music/Brian Eno. A música também pode se basear em outro instrumento, como cello, violino, acordeão ou trompete. O Dark Cabaret pode ser descrito como uma fusão das estéticas do cabaret e do gótico.